# Inner Temple

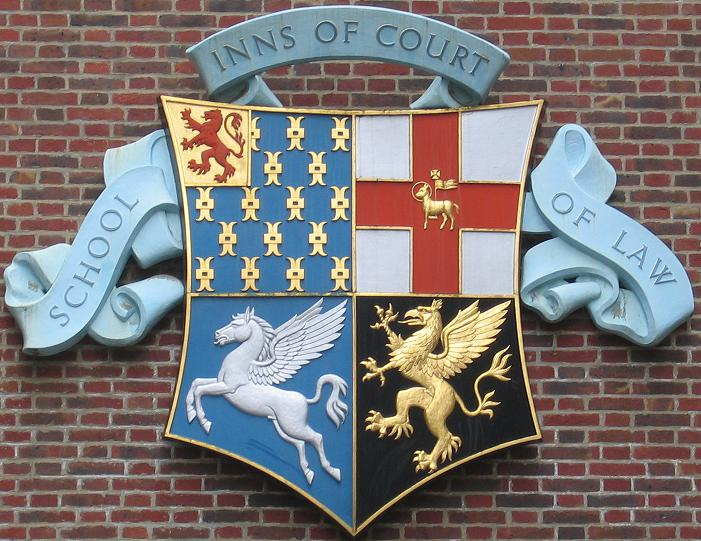
Armas de los Inns of Court londinenses.

The Honourable Society of the Inner Temple es una de las cuatro Inns of Court cerca de la Real Corte de Justicia de Inglaterra y Gales en Londres, las cuales pueden llamar a miembros a la abogacía y así titularlos para practicar como abogados (barristers). Los otros Inns se llaman Middle Temple, Gray's Inn y Lincoln's Inn.
El Inner Temple fue ocupado durante el siglo XII por los caballeros templarios, que dieron a la región su nombre, y construyeron la Iglesia del Temple que permanece como la iglesia parroquial de los Inner Temple y Middle Temple. La del Inner Temple se utilizó primero en asuntos legales cuando algunas residencias de abogados se incendiaron en la revuelta de Wat Tyler. Temple es un barrio independiente, históricamente no gobernado por la Corporación de la City de Londres (en inglés, City of London Corporation), pero está geográficamente dentro de la City y también fuera de la jurisdicción eclesiástica del obispo de Londres.
Este Inn fue bombardeado muchas veces durante la II Guerra Mundial, entre septiembre de 1940 y mayo de 1941, a causa de su proximidad al Támesis. Los edificios destruidos fueron la biblioteca y el vestíbulo mientras que otros, como «2 King's Bench Walk», resultaron indemnes.
Los edificios más antiguos supervivientes en el Inner Temple datan del siglo XVII y están ubicados en King's Bench Walk (llamado así por «King's Bench Office», que se encontraba en este lugar hasta el siglo XIX), mientras que el primer piso del edificio medieval de los caballeros templarios (Knights Templar), sobrevive como parte del edificio más grande que contiene el vestíbulo del Inner Temple que ha sido reconstruido y de nuestros días donde se servían comidas. Muchas otras partes del Inn son victiorianas.
El Inner Temple suele usarse como escenario para la televisión y el cine.
También Inner Temple es una de las pocas liberties que quedan, antiguamente se designa una división geográfica libre del pago de regalías y Middle Temple es otra.

## Miembros famosos
- Tunku Abdul Rahman
- Clement Attlee, I conde Attlee
- James Boswell
- Geoffrey Chaucer (reputado)
- Edward Coke
- Robert Devereux, II conde de Essex
- Francis Drake
- Robert Dudley, I conde de Leicester
- Mohandas Gandhi
- W.S. Gilbert
- Lord Howard of Lympne
- Lakshman Kadirgamar
- Thomas Hughes
- George Jeffreys, I barón Jeffreys de Wem
- Samuel Johnson (vivó en el Inner Temple durante tiempo, mientras no fue un miembro)
- El príncipe Constantin Karadja
- John Maynard Keynes, I barón Keynes
- Seretse Khama, presidente de Botsuana (admitió en 1946)
- Thomas Morton, asociado de la cancillería del Clifford's Inn
- Jawaharlal Nehru
- Karl Pearson, hijo de William Pearson QC
- Cecil Rhodes
- Bram Stoker
- El muy hon. Jack Straw, lord-canciller
- A.J.P. Taylor
- William Wycherley.[1]
- Musa Alami